# Ceriale
Ceriale är en ort och kommun i provinsen Savona i regionen Ligurien i Italien. Kommunen hade 5 549 invånare (2018).